# 조반니 사르토리

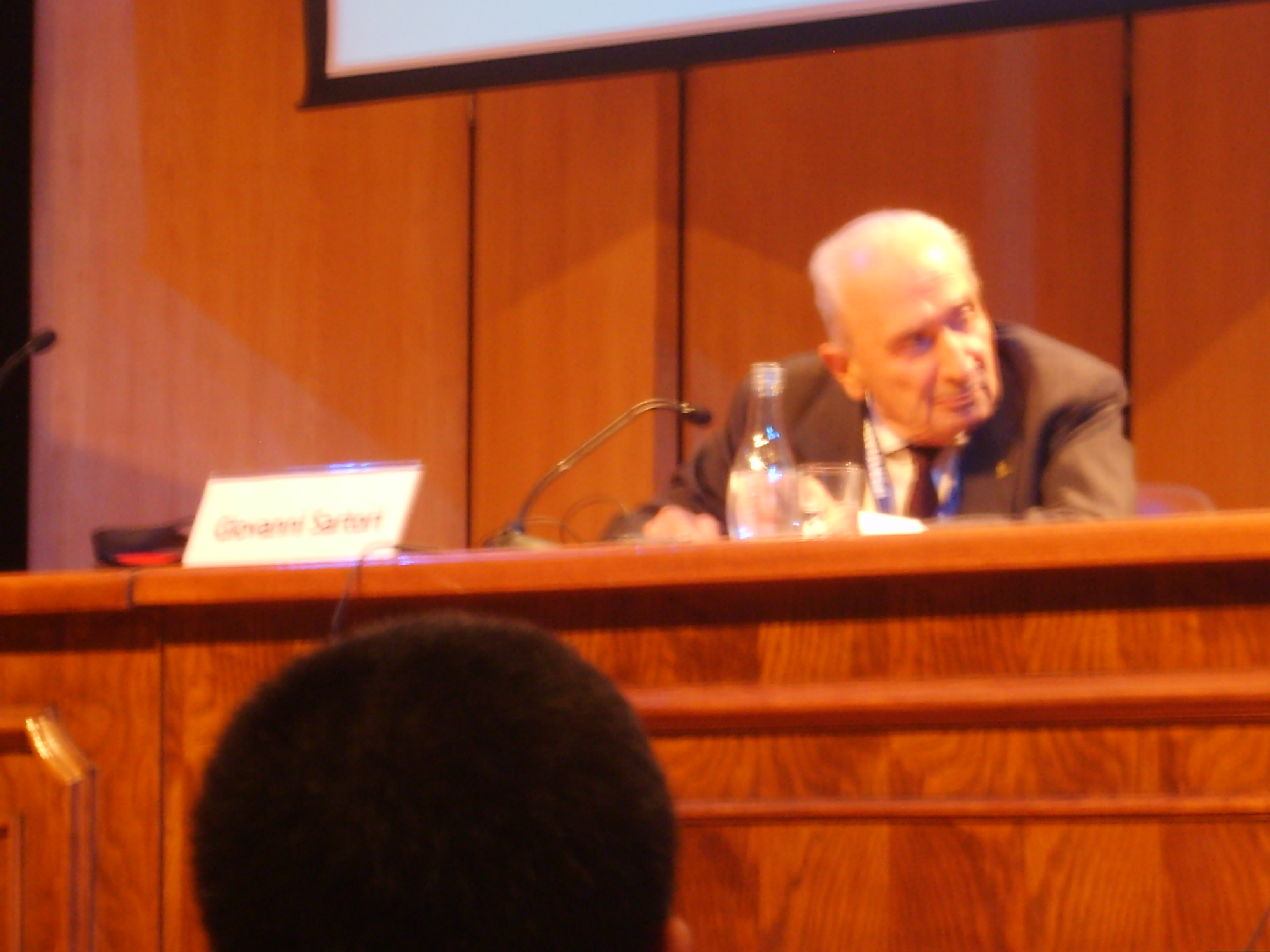

조반니 사르토리(Giovanni Sartori, 1924년 5월 13일 ~ 2017년 4월 4일)는 이탈리아의 정치학자로 비교정치 분야가 전공이다.

## 생애
그는 피렌체에서 태어났다. 1946년 피렌체 대학에서 사회과학으로 박사 학위를 취득했다. 이후 근대 철학, 논리학과 국가학의 강사로 재임하다가 이탈리아 최초의 정치학과를 창설해서 1969년에서 1972년까지 학장을 역임했다. 또한 1971년에는 이탈리아 정치학회보(Rivista Italiana di Scienza Politica) 창립을 주도하기도 했다.
그 후 1976년 스탠퍼드 대학으로 가 정치학과 교수 및 후버 연구소 선임 연구원에 취임했다. 1979년부터 콜럼비아 대학의 알베르트 슈바이쳐좌(座) 교수로 재직했으며 1994년 퇴임하여 명예 교수로 임명되었다. 그는 또한 하버드 대학과 예일 대학에서도 강의를 했으며, 1993년에서 1996년까지 피렌체 대학의 교수를 역임하기도 했다.
2017년 4월 4일, 피렌체에서 후두암으로 인해 92세를 일기로 사망하였다.

## 학문
사르토리는 민주주의 이론과 정당 체제, 헌법 공학 분야에 많은 공헌을 했다. 특히 그는 정당 체제를 단순히 그 숫자에 의해서만 구분할 것이 아니라 ‘의미있는 정당(적실성 있는 정당)’의 개념을 도입해서 정당 체제의 작동 기제에 따라 구분해야 한다고 주장했다. 그는 더 나은 정치적 성취를 위해서는 정치적 제도 디자인을 위한 정치학적 연구를 통해 지식의 적용이 이루어지는 것을 옹호했다.

### 사르토리의 정당 체제 분류
사르토리는 단순히 전체 정당 숫자로 정당을 분류한 모리스 뒤베르제(Maurice Duverger)의 일당다원주의를 '단위 비약의 오류'라고 비판하였다. 그는 적실성 있는 정당의 수를 기준으로 정당 체제를 크게 경쟁적, 비경쟁적으로 분류하였다. 그리고 보조변수로 이데올로기의 강도와 거리를 도입하여 더욱 세부적으로 분류하였다.
이러한 사르토리의 정당 체제 분류는 현재 가장 최신의 분류 이론이다.

#### 경쟁적 정당 체제
적실성 있는 정당의 숫자가 둘 이상인 경우를 경쟁적 정당 체제로 분류하였다.

##### 일당우위제
사르토리는 비경쟁적인 정당과의 비교를 위해, 기존의 일당제와 달리 민주적인 경쟁 구조를 갖춘 정당을 일당우위제로 분류하였다. 이 경우, 전체적으로는(또는 두베르제의 기준에 따르면) 다당제이나 적실성 있는 정당의 수는 하나가 된다.

##### 다당제
다당제 또한 그 특징에 따라 분극적 다당제와 분절적 다당제로 나뉜다.

###### 분극적 다당제
분극적 다당제의 특징으로 사르토리는 아래와 같은 것들을 들고 있다.
- 적실성 있는 반 체계 정당이 있다.
- 이념적으로 대치되는 야당이 있다.
- 중도적 이념을 장악하는 하나의 정당 혹은 정당군이 있다.
- 다극적 상호작용이 있다.

이런 분극적 다당제의 특징은 안정된 정치연합의 형성을 방해한다. 분극적 다당제의 대표적인 국가는 이탈리아이다.

###### 분절적 다당제
온건 다당제라고도 불린다. 그 특징은 아래와 같다.
- 적실성 있는 반 체계 정당이 없다.
- 적실성 있는 정당의 숫자가 많고 상호 연합의 가능성이 열려있다.
- 구심력 있는 경쟁구도를 가진다.

이런 특징은 북유럽 국가들에서 잘 나타나고 있다.

#### 비경쟁적 정당 체제
기존의 이론에서의 일당제는 사르토리에 따르면 '비경쟁적 정당 체제'로 따로 분류된다. 주로 독재 체제 국가나 공산당의 경우이다.

## 주요 저서
- Democratic theory. Detroit: Wayne State Univ. Press. 1962
- Parties and Party Systems. Cambridge: Cambridge University Press, 1976. ISBN 0-521-29106-2. (현대정당론(1995) :동녘)
- The Theory of Democracy Revisited. Chatham, N.J: Chatham House, 1987. ISBN 0-934540-49-7. (민주주의 이론의 재조명 1.2 (1989):인간사랑)
- Comparative Constitutional Engineering. Basingstoke: Macmillan, 1994. ISBN 0-333-62967-1.

## 같이 보기
- 질적 연구
- 모리스 뒤베르제